# Loxogramme wallichiana
Loxogramme wallichiana är en stensöteväxtart som först beskrevs av William Jackson Hooker, och fick sitt nu gällande namn av Michael Greene Price. Loxogramme wallichiana ingår i släktet Loxogramme och familjen Polypodiaceae. Inga underarter finns listade.